# 边金阳
边金阳（1993年9月16日—），黑龙江人，儿童作家，2003年以笔名“阳阳”出版《时光魔琴》和《秦人部落》在美国国际财富联合投资集团出版，受到英国小说家J·K·罗琳《哈利·波特》的浓烈影响。

## 作品
- 《时光魔琴》
- 《秦人部落》
- 《头重脚轻》
- 《时空小子高吉拉：鼻尖王国》，长江文艺出版社，2009年，ISBN 9787535439192。
- 《时空小子高吉拉：蓝宝空间》，长江文艺出版社，2009年，ISBN 9787535439208。